# Corneille Hannoset
Pour les articles homonymes, voir Hannoset.
Corneille Hannoset est un plasticien, typographe, designer, et scénographe belge, proche du mouvement artistique CoBrA, né en 1926 à Bruxelles et mort en 1997 dans cette même ville.
Il a étudié à École supérieure d'architecture et des arts décoratifs dans l’atelier de Joris Minne. Avec Olivier Strebelle et Reinhoud Corneille Hannoset a été l'un des premiers habitants des Ateliers du Marais. Via son ami Pierre Alechinsky, il a été en contact avec le mouvement CoBrA. Il contribua à la revue Cobra et son travail était également exposé en 1951 à l'exposition Cobra à Liège. En 1951, Corneille Hannoset est acteur dans le seul film du mouvement Cobra Perséphone de Luc de Heusch.
Corneille Hannoset fut membre de la Chambre Belge des Graphistes.

## Collaboration avec Constantin Brodzki
À la fin des années 1950, il collabora souvent avec l’architecte belgo-polonais Constantin Brodzki.
Ensemble, ils créèrent notamment le Musée du cinéma de Bruxelles (détruit en 2006) pour lequel Hannoset dessina le programme, le Pavillon de la Flore et de la Faune du Congo belge lors de l’Exposition universelle de 1958, et le Musée lapidaire archéologique de Montauban/Buzenol, annexe  du Musée gaumais de Virton (Belgique). Pour ce “musée de poche” créé en pleine nature en 1959, selon les termes de son architecte, Hannoset, la scénographie et la signalétique, ainsi que celle du Parc archéologique forestier où il se loge.

### Musée du Cinéma

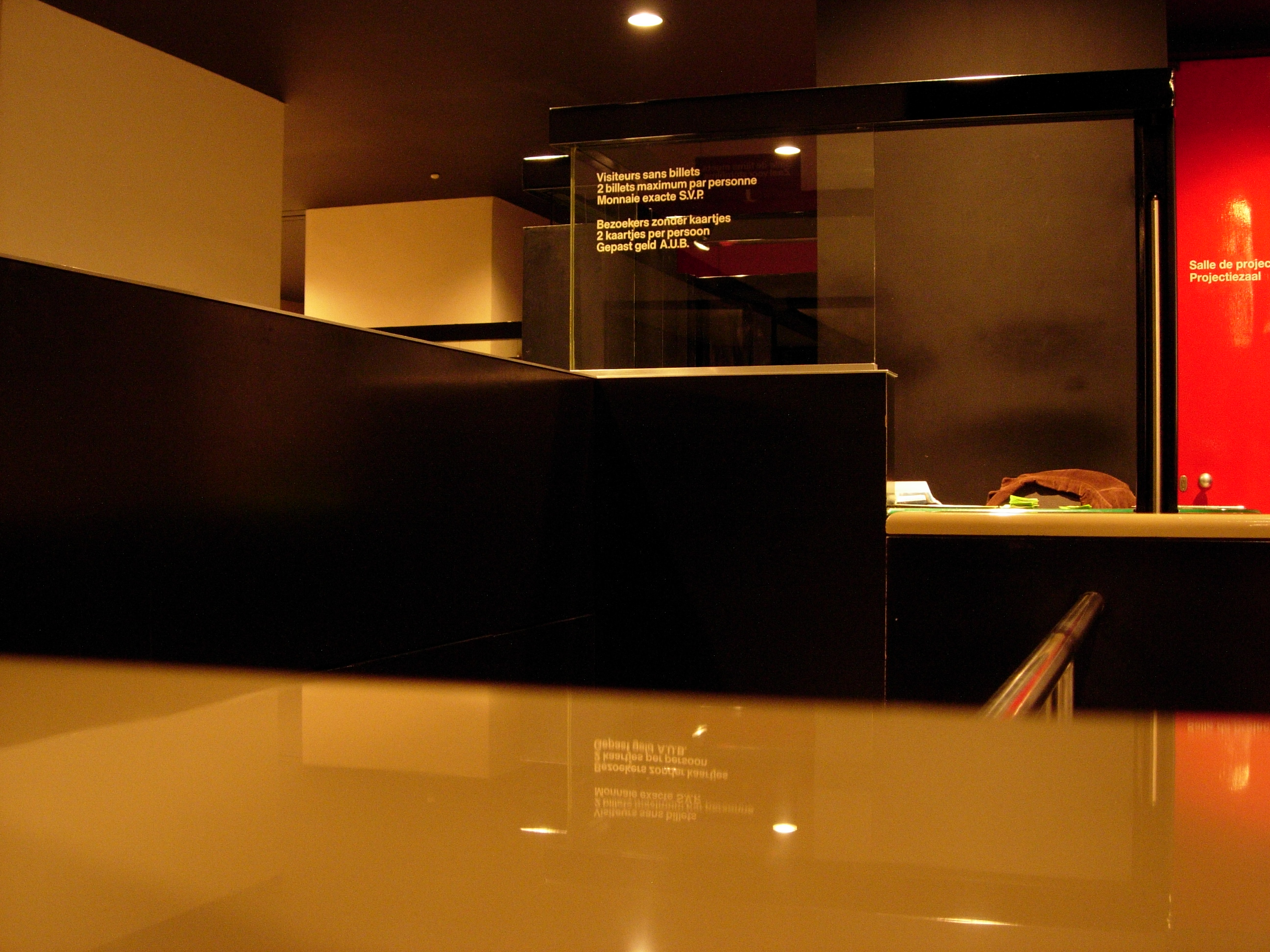
Entrée de la salle de projection des films sonores du musée du Cinéma (1962-2006), architecture de Constantin Brodzki, en collaboration avec Corneille Hannoset.

En 1962, le plasticien, graphiste et scénographe Corneille Hannoset participe à la conception du musée du Cinéma, aujourd'hui transformé en CINEMATEK, au côté du conservateur Jacques Ledoux et de l’architecte Constantin Brodzki. Son travail graphique et spatial va forger l’identité de l’institution dans l’espace public bruxellois jusqu'à la destruction du Musée à partir de juillet 2006, totalement vidé pour revenir à la salle des arts déco d'origine de Victor Horta (le lieu est situé à l'intérieur du Palais des Beaux-Arts), qui avait été utilisée comme débarras jusqu'à la création du Musée en 1962. Aucun élément du Musée n'a été conservé,,.

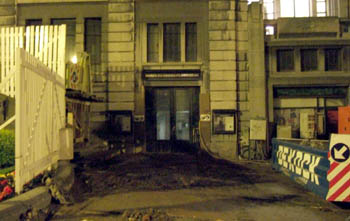
Musée du cinéma en travaux, en juillet 2007.

La participation de Corneille Hannoset passe entre autres par la mise en place d’un distributeur où lorsqu’une pièce était insérée, on obtenait un dépliant avec le programme du musée. Les dépliants, toutes les publications du musée ainsi que la scénographie du lieu (vitrines, fauteuils, etc.) étaient pensés par Hannoset, en dialogue avec le conservateur Jacques Ledoux.

## Collaboration avec Marcel Broodthaers
Il travaille souvent sur commande de l'artiste belge Marcel Broodthaers, l’exemple le plus connu étant l'invitation à son exposition en 1964. Hannoset imprime à cet effet une pile de magazines. Bien qu'il mentionne son nom sur chaque exemplaire, la conception graphique est toujours attribuée à tort à Broodthaers.

## Archives
Une importante partie des archives de Corneille Hannoset sont conservées aux Archives et Musée de La Littérature, au sein de la Bibliothèque royale de Belgique (KBR) au Mont des Arts. Trois des affiches qu'il a conçues sont conservées au Musées royaux des beaux-arts de Belgique.